# Rodolfo I de Baden-Baden
Rodolfo I, margrave de Baden (1230 - 19 de noviembre de 1288) sirvió como regente del margrave Federico I desde 1250 hasta 1267, luego como margrave de Baden desde 1268 hasta su muerte en 1288.
Era hijo de Germán V e Irmengarda, Condesa Palatina del Rin e hija de Enrique V, Conde Palatino del Rin. Rodolfo heredó Baden junto con su hermano Germán VI, hasta que Germán VI se unió por matrimonio con la familia ducal austriaca. Rodolfo I se convirtió entonces en el único gobernante de Baden-Baden.
Rodolfo I se casó con Cunegunda de Eberstein en 1257. La familia Eberstein estaba en posición de reunir dinero para Rodolfo y ellos transfirieron la mitad de su castillo al margrave. En 1283, Otón II de Eberstein vendió la otra mitad del viejo castillo de Eberstein a Rodolfo I. En el siglo XIV, el castillo fue el lugar de residencia de los margraves de Baden. En 1250 Rodolfo I comenzó la construcción del castillo Hohenbaden en Baden-Baden.
El 23 de agosto de 1258, el rey Ricardo de Cornualles otorgó su carta a la ciudad de Steinbach. Rodolfo I había pedido al rey que hiciera esto. Los Señores de Weissenstein compraron al margrave su castillo de Liebeneck y la ciudad de Würm. Rodolfo I luchó con los condes de Wurtemberg y los obispos de Estrasburgo a causa de las aduanas del Rin. El enfrentamiento con Wurtemberg finalizó en años posteriores por el matrimonio de uno de los hijos de Rodolfo con un miembro de la dinastía de Wurtemberg.
Rodolfo I construyó muchas iglesias y abadías. Debido a su amor por el arte y el Minnesang, Rodolfo fue alabado por Beppo de Basilea como un hombre pío y benevolente. Está enterrado en la abadía de Lichtenthal de Baden-Baden.

## Matrimonio y descendencia
El 20 de mayo de 1257, Rodolfo se casó con Cunegunda de Eberstein (1230 - 12 de abril de 1284/1290 en Lichtental), hija del conde Otón de Eberstein. Tuvieron los siguientes hijos:
- Germán VII (1266 - 12 de julio de 1291)
- Rodolfo II (m. 14 de febrero de 1295)
- Hesso (1268 - 14 de febrero de 1295)
- Rodolfo III (m. 2 de febrero de 1332)
- Cunegunda (1265 - 22 de julio de 1310), casó el 20 de diciembre de 1291 con el conde Federico VI de Zollern
- Adelaida (m. 18 de agosto de 1295); abadesa de Lichtenthal
- Cunegunda (m. 1310/1315); se casó el 27 de marzo de 1293 con el conde Rodolfo II de Wertheim
- Irmengarda (1270 - 8 de febrero de 1320); se casó el 21 de junio de 1296 con el conde Everardo I de Wurtemberg